# Platja Flamenco
Platja Flamenco és una platja pública de l'illa caribenya de Culebra. És coneguda per les seves aigües turqueses superficials, sorra blanca, àrees de natació i llocs de busseig. S'estén al llarg d'una milla al voltant d'una badia protegida amb forma de ferradura.
Està localitzada en la riba del nord de Culebra. La platja està rodejada pel Refugi nacional de vida silvestre de Culebra, un dels més antics que conserva flora i fauna als Estats Units.
Les aigües de la platja de Flamenco són el lloc d'espècies com l'escàrid, acantúrid, i múltiples espècies de làbrid. També s'observa el crustaci Cranc Fantasma. Unes 50.000 aus marines visiten Culebra cada estiu per anidar, majoritàriament orenetes de mar i altes espècies migratòries.

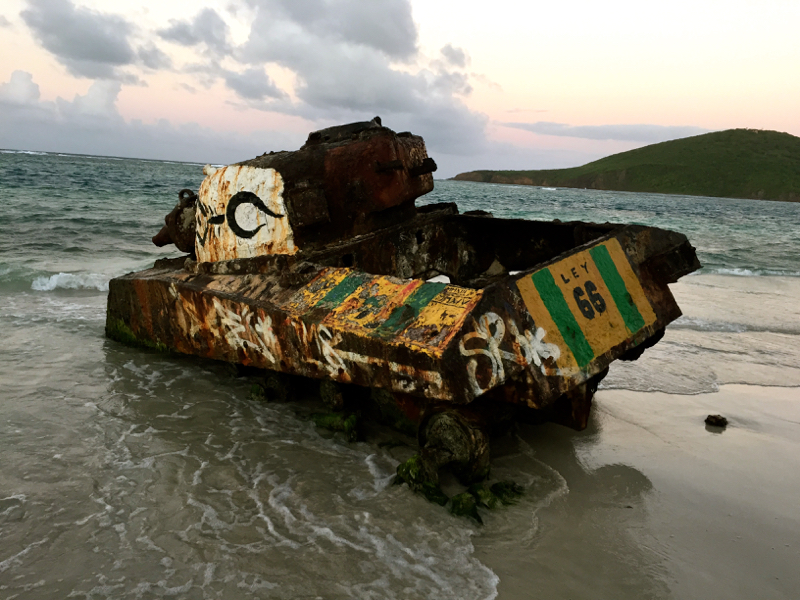
Tanc rovellag Sherman a la platja Flamenco

Una de les vistes més distintives de la platja inclou duess carcasses de tancs M4 Sherman que va deixar la Marina dels Estats Units d'Amèrica el 1975 després de la seva sortida de la platja de flamenco que va ser utilitzada com a lloc de proves d'armamenf durant mes de 30 anys.